# Fnideq
Fnideq (en arabe : الفنيدق), Castillejos (en espagnol et communément appelée ainsi par ses habitants) est une commune du Maroc. Elle est située dans la région de Tanger-Tétouan-Al Hoceïma. Fnideq est aussi appelée Castillejos, de son nom espagnol. C'est la commune urbaine marocaine la plus proche de l'enclave espagnole de Ceuta.